# الدوقيات الإرنستية

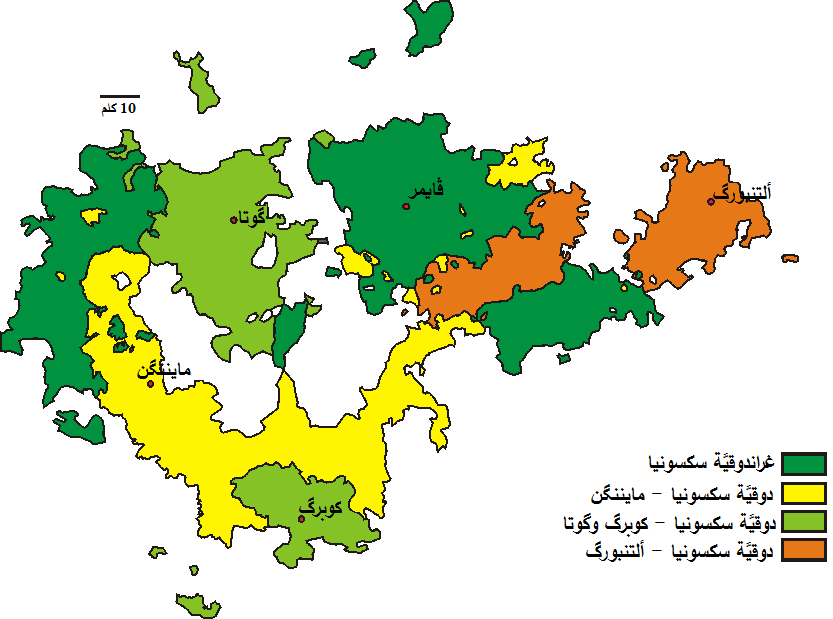
الدوقيات الإرنستية

الدوقيات الإرنستية (بالألمانية: Ernestinische Herzogtümer) وتسمى أيضا الدوقيات ساكسون (على الرغم أيضا من الميراث الدوقيات ألبرتين من فايسنفلس، مرسيبورغ وزيتز كانت «الدوقيات ساكسون» وتقع في جوار تلك إرنستين عدة)، كان عدد المتغيرة للدول صغيرة تقع إلى حد كبير في ولاية ألمانية الحالي من ولاية تورنغن، التي يحكمها دوقات من خط آل فتن الإرنستي.